# Фридрих V фон Йотинген-Йотинген-Валерщайн
Фридрих V фон Йотинген-Йотинген-Валерщайн (на немски: Friedrich V von Oettingen-Ottingen-Wallerstein; * 6 ноември 1516; † 2 февруари 1579 във Валерщайн) е граф на Йотинген-Йотинген-Валерщайн в Швабия, Бавария.
Той е третият син на граф Лудвиг XV фон Йотинген (1486 – 1557) и съпругата му графиня Мария Салома фон Хоенцолерн (1488 – 1548), дъщеря на граф Айтел Фридрих II фон Хоенцолерн (1452 – 1512) и Магдалена фон Бранденбург (1460 – 1496).
Брат е на Лудвиг XVI (1508 – 1569), граф на Йотинген-Йотинген-Харбург, Волфганг II (1511 – 1573), граф на Йотинген-Йотинген-Флокберг, и на Лотар (1531/1532 – 1566), граф на Йотинген.
Фридрих V фон Йотинген умира на 2 февруари 1579 г. във Валерщайн на 62 години.

## Фамилия
Фридрих V фон Йотинген се жени на 17 март 1542 г. за Еуфемия фон Йотинген-Флокберг (* 1523; † 16 март 1560), наследничка на Валерщайн, дъщеря на граф Мартин фон Йотинген-Флокберг-Валерщайн (1500 – 1549) и Анна фон Лойхтенберг (1506 – 1555). Те имат седем деца:
- Вилхелм II (1544 – 14 октомври 1602), граф на Йотинген-Валерщайн-Шпилберг, женен на 13 януари 1564 г. в Мюнхен за графиня Йохана фон Хоенцолерн-Зигмаринген (23 юни 1548 – 22 февруари 1604), дъщеря на граф Карл I фон Хоенцолерн
- Георг Фридрих (*/† 1546)
- Евфросина (1552 – 5 октомври 1590), омъжена на 18 януари 1569 г. в Мюнхен за граф Карл II фон Хоенцолерн-Зигмаринген (22 януари 1547 – 8 април 1606), брат на Йохана фон Хоенцолерн-Зигмаринген
- Мартин († 1551)
- Фридрих IX (20 февруари 1556 – 20 юни 1615), граф на Йотинген-Шпилберг, женен на 6 юни 1585 г. за Урсула Хайлбрун фон Пфауенау (1560 – 28 март 1606)
- Карл Ото (* ок. 1558)
- Шарлота (* ок. 1559)